# Kështjella Pepshi
Kështjella Pepshi (27 de julio de 1987, Pristina, Kosovo, Yugoslavia) es una modelo suiza ganadora de Miss Universo Kosovo 2010.
Pepshi nació en Pristina, pero se crio en Berna, donde compitió por el título de Miss Berna, donde no clasificó. Posteriormente se fue a su país de origen Kosovo, donde ganó el título de Miss Universo Kosovo a principios de junio de 2010.
Participó en el Miss Universo 2010 en Las Vegas, donde no logró clasificar a las semifinalistas, rompiendo el récord de colocación de Kosovo. Miss Universo fue ganado por Ximena Navarrete de México.